# Um Novo Tempo (jingle)
Um Novo Tempo é um jingle emblemático veiculado anualmente pela TV Globo ao fim do ano, especialmente durante a campanha de fim de ano da emissora. Nesta campanha, diversos artistas ligados à rede de televisão se unem em um coral para apresentar o jingle, tornando-o uma tradição anual. Idealizado por Marcos Valle, Paulo Sérgio Valle e Nelson Motta em 1971, o jingle se estabeleceu como uma marca registrada da emissora e continua sendo exibido até os dias atuais, sendo associado a momentos de transição, renovação e expectativa para o novo ano.

## História
Em 1970, a Rede Globo, que na época tinha apenas cinco anos de atuação, encomendou o jingle a Marcos Valle, Paulo Sérgio Valle e Nelson Motta, sendo Boni o principal articulador do projeto. O jingle foi concebido para ser cantado em coro desde o início. A letra da canção foi finalizada em 1971, dando início à produção para sua realização. O maestro Hugo Bellard foi o responsável por criar o arranjo e dirigir a orquestra para gravar a música, realizado nos estúdios da Som Livre. A música foi veiculada pela primeira vez em 1971 durante a campanha de fim de ano da TV Globo. O maestro afirmou que se inspirou na música What The World Needs is Love de Burt Bacharach.
As primeiras vinhetas eram gravadas no Teatro Fênix e em cidades cenográficas das telenovelas e reuniam o maior número de atores da emissora. No caso de 1973, a vinheta que saudava 1974 foi gravada no Largo do Boticário. Algumas vinhetas como a de 1977-78 e 1978-79 receberam patrocínios exclusivos, a última recebeu da Nestlé e saudou o Ano Internacional da Criança. A de 1979-80, além de só utilizar o arranjo inicial, trouxe uma outra canção, usando como contexto os 15 anos da Rede Globo e a década da criança. A vinheta de 1986-87 utilizou depoimentos de atores e jornalistas relembrando reportagens marcantes no ano de 1986, assim como a de 1987-88 que reuniu apenas atores e jornalistas negros, além de cantores como Tim Maia e Margareth Menezes, utilizando como contexto o centenário da Lei Áurea. As duas vinhetas citadas não utilizaram o tradicional jingle, que só voltaria em 1993 para saudar 1994.
A vinheta de 1989-90 seguiu o mesmo modelo de 1979-80, trazendo apenas o arranjo inicial da tradicional música, mas trouxe uma letra inédita, além de reunir quase todo o elenco da emissora em sua totalidade trajando camisas com as cores do logotipo da emissora, usando como contexto os 25 anos da Rede Globo e a chegada da década de 90. É considerada uma das campanhas mais lembradas e marcantes da Globo pelo público. A vinheta também tem uma segunda versão, acompanhada de um relógio e um 1990 dourado voando na tela, exibida nos últimos segundos de 1989 após uma propaganda do centenário do Leite Moça, que foi o último comercial daquele ano. A vinheta de 1990-91 trouxe o elenco homenageando os profissionais da emissora participando dos trabalhos destes. Nessa fase, até a vinheta de 1991-92 que trouxe o elenco compondo canções divertidas, foi utilizado o slogan "Invente, tente, faça um (ano seguinte) diferente.
A vinheta de 1992-93 trouxe dessa vez o elenco trabalhando em várias profissões, misturado com trabalhadores reais e os cumprimentando quando são reconhecidos. A partir da campanha 1994-95, o institucional passou a ser gravado nos Estúdios Globo (antigo Projac) e nessa ocasião, além de abrir as comemorações dos 30 anos da Rede Globo, destacava as futuras instalações do Projac. A campanha 1997-98 trouxe alguns integrantes da emissora acompanhando a evolução da infância até a fase adulta, sendo usado só a letra "Todos os nossos sonhos serão verdade". A vinheta de 2000-01 foi a que mais sofreu mudanças, pois, além de celebrar os 35 anos da Globo e a chegada do novo milênio, reuniu todo o acervo da emissora de novelas, séries, programas e vinhetas comemorativas junto com o Globo de vidro, finalizando com o elenco atual da época reunido num grande baile de gala. Ao todo, foram produzidas nove vinhetas diferentes nesse período, sendo uma exclusivamente exibida nos primeiros minutos de 2001, contendo a palavra milênio. A vinheta de 2005-06 seguiu o mesmo modelo, mas usando as palavras chaves da letra com o arquivo da emissora. A vinheta de 2004-05 não só reuniu o elenco nos principais pontos turísticos brasileiros, com destacou Milton Gonçalves nas comemorações dos 40 anos da Globo.
A vinheta de 2011-12 trouxe Roberto Carlos como o grande protagonista por ter completado 70 anos em 2011. Assim como a vinheta de 2000-01, essa também sofreu modificações, tendo cinco versões. Já a de 2020-21 teve Regina Casé interpretando Dona Lourdes, protagonista de Amor de Mãe, trazendo como contexto o período de isolamento social por conta da Pandemia de COVID-19 e não teve o elenco fisicamente presente. Tanto as vinhetas de 2020-21 como 2021-22 não utilizaram o trecho a partir do "A festa é sua" para evitar qualquer tipo de comoção, sendo as únicas a terem essa mudança.
A cada ano, uma nova versão do jingle é produzida para refletir as mudanças na sociedade e na televisão como um todo. Há mais de 50 anos, é exibido na TV Globo juntamente com sua campanha anual.

## Letra
Nota: letra completa criada por Marcos Valle.
Hoje é um novo dia de um novo tempo que começou
Nesses novos dias, as alegrias serão de todos, é só querer
Todos os nossos sonhos serão verdade, o futuro já começou

Hoje a festa é sua, hoje a festa é nossa
É de quem quiser, de quem vier
A festa é sua, hoje a festa é nossa
É de quem quiser, de quem vier

Mas hoje é um novo dia de um novo tempo que começou
Nesses novos dias, as alegrias serão de todos, é só querer
Todos os nossos sonhos serão verdade, o futuro já começou

Hoje a festa é sua, hoje a festa é nossa
É de quem quiser, de quem vier
A festa é sua, hoje a festa é nossa
É de quem quiser, de quem vier
A festa é sua, hoje a festa é nossa

É de quem quiser